# Пройс, Пауль
Пауль Пройс (нем. Paul Preuß; 1886—1913) — австрийский альпинист, совершивший около 1200 восхождений в Альпах, из которых около 300 одиночных, а также проложивший более 150 новых альпинистских маршрутов. Идеолог и основоположник «чистого стиля» в альпинизме, подразумевающего восхождения на вершины без вспомогательного альпинистского снаряжения, в частности, без использования искусственных точек опоры или страховки.

## Краткая биография
Пауль Пройс родился в небольшой австрийской коммуне Альтаусзе 19 августа 1886 года в семье Эдуарда Пройса и его жены Каролины Лауххайм (нем. Caroline Lauchheim). Родители были учителями — отец преподавал фортепиано, мать работала репетитором. Семья жила в Вене, а на лето выезжала в Альтаусзее, где мальчишкой Пауль часто отправлялся на прогулки по местным горам вместе с отцом — страстным ботаником-любителем. В возрасте шести лет Пройс, не отличавшийся хорошим здоровьем, заболел вирусным заболеванием, похожим на полиомиелит, из-за которого оказался частично парализован и прикован к постели. Упорная гимнастика и прогулки с отцом в горы смогли поставить его на ноги. Когда Паулю было 10 лет, его отец умер. Пройс продолжил свои прогулки по горам, иногда в сопровождении сестер Софи и Мины или друзей, но чаще — в одиночку. В возрасте одиннадцати лет он даже совершил несколько простых восхождений, положивших начало его «альпинистской карьере», интерес к которой, со временем, только усиливался. Отец привил Пройсу любовь к ботанике, и после окончания школы он поступил на факультет биологии Венского университета, а после его окончания работал в Институте ботаники при Мюнхенском университете. В 1911 году получил докторскую степень.
В период с 1908 по 1913 год Пауль Пройс совершил около 1200 восхождений, 300 из которых одиночных, а 150 по новым маршрутам. Пройс был всесторонним альпинистом, он не ограничивался исключительно скальными маршрутами, с не меньшим успехом он проходил как ледовые, так и комбинированные маршруты. Во время обучения в Мюнхене он часто занимался билдерингом на Пропилеях, за что также часто попадал в поле зрения местной полиции. В качестве тренировки силы рук и координации его любимым упражнением было подтягивание на перевернутых вверх дном стаканах, установленных наверху платяного шкафа. Подтягивание на одной руке также было частью его обычных тренировок. Помимо выдающихся достижений в альпинизме, Пройс прекрасно играл в шахматы, теннис, катался на коньках, владел английским, французским и итальянским языками. Пауль Пройс погиб 3 октября 1913 года в возрасте 27 лет во время восхождения на вершину Мандлькогель (нем. Mandlkogel) по северному гребню в горном массиве Гозаукамм в результате срыва.

## Альпинистская карьера

### Первые восхождения

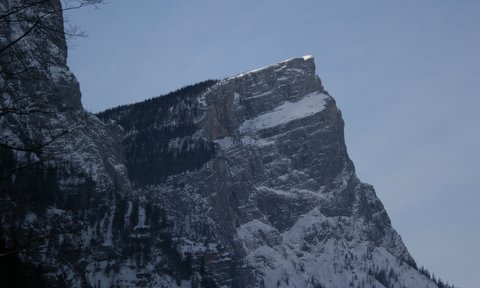
Планшпитце

Своё первое серьёзное восхождение Пройс совершил летом 1908 года по северной стене Планшпитце по маршруту Эдуарда Пихля (Pichl-Route) — одиночное. Настоящая же известность пришла к нему летом 1911 года после восхождения по Западной стене Тотенкирхль. Этот маршрут тогда считался одним из самых сложных в Альпах. Его первое прохождение заняло семь часов. Пройс прошёл его соло за два с половиной часа. После этого он совершил потрясающее одиночное первопрохождение восточной стены Guglia di Brenta. В течение нескольких последующих месяцев Пройс совершил второе прохождение маршрута Анджело Дибона на Кроц-делль-Альтиссимо и восхождение по Северному гребню на Гроссер-Эдштайн, при этом не пользуясь крючьями, оставленными первыми покорителями.
В начале XX века скальные крючья и прочие технические новинки в арсенале альпинистов только начинали активно использоваться для восхождений в горах. Поначалу они использовались для крепления страховочных веревок во время спусков или при прохождении траверсов, но затем всё чаще стали использоваться и при подъёмах. Пройс считал их использование жульничеством. Он полагал, что проходить маршрут стоит только за счет собственных способностей, а не за счет технологических достижений.
| «При восхождении с искусственными точками опоры Вы превращаете горы в механические игрушки, которые рано или поздно сломаются, и их останется только выбросить.»— Пауль Пройс |

### Этика чистого стиля

Пройс на Тотенкирхл

В сентябре 1911 года в авторитетном журнале «Deutsche Alpenzeitung» Пауль Пройс опубликовал статью «Использование искусственных точек страховки на альпинистских маршрутах» (англ. Artificial Aids on Alpine Routes). Это эссе вызвало бурную реакцию и положило начало продолжительной полемики между многими известными альпинистами, такими как Тита Пьяц, Францем Ниберлем (нем. Franz Nieberl), Гансом Дюльфером и другими. В несколько более поздней статье Пройс сформулировал свои шесть знаменитых принципов «чистого альпийского стиля»:
1. Уровень подготовки альпиниста должен быть выше, чем сложность маршрута;
2. минимальный уровень сложности маршрута на подъём определяется степенью сложности спуска, который по силам альпинисту;
3. использование искусственных точек опоры или страховки оправдано только в случае, непосредственно угрожающей опасностью;
4. скальные крючья — это аварийный запас, а не средство достижения цели;
5. веревка — это средство спасения, но не средство для восхождения;
6. безопасность — это высший принцип. Но следовать ему нужно не с помощью использования искусственных точек опоры или страховки, а правильной оценкой своих возможностей[9][10].

Многие из оппонентов Пройса в целом на словах соглашались с его мнением, но на деле всё было иначе. Его точку зрения осуждали как несущую угрозу жизни профессиональным гидам, как совращающую молодых альпинистов, готовых принести себя в жертву высоким идеалам, как непоследовательную, поскольку ботинки и ледорубы, которыми пользовался Пройс, также расценивались как искусственные точки опоры. Пройс с иронией относился к критике в свой адрес и не принимал высказывания оппонентов близко к сердцу. «Мои пальцы прошли маршрут и лишь только лейкопластырь на них был моей точкой опоры, и который ни один, даже самый строгий критик, не станет считать исключением из моих правил, тем более, что я использовал его липкой стороной внутрь».
Пройс, по мнению Райнхольда Месснера, не был одержимым, фанатично следовавшим своим принципам. Компромисс приемлем на практике как лучший способ достижения цели, но только не в философии. В качестве примера он приводит случай, когда Пройс использовал старые крючья во время второго восхождения на Риццикамин (нем. Rizzikamin) и даже лично забил два крюка при прохождении нового маршрута на Триссельванд вместе с Гретой Лёв (нем. Grete Loew) и Хансом Хюдлем (нем. Hans Hüdl), когда столкнулся со сложным участком маршрута.

### Последующие годы и память

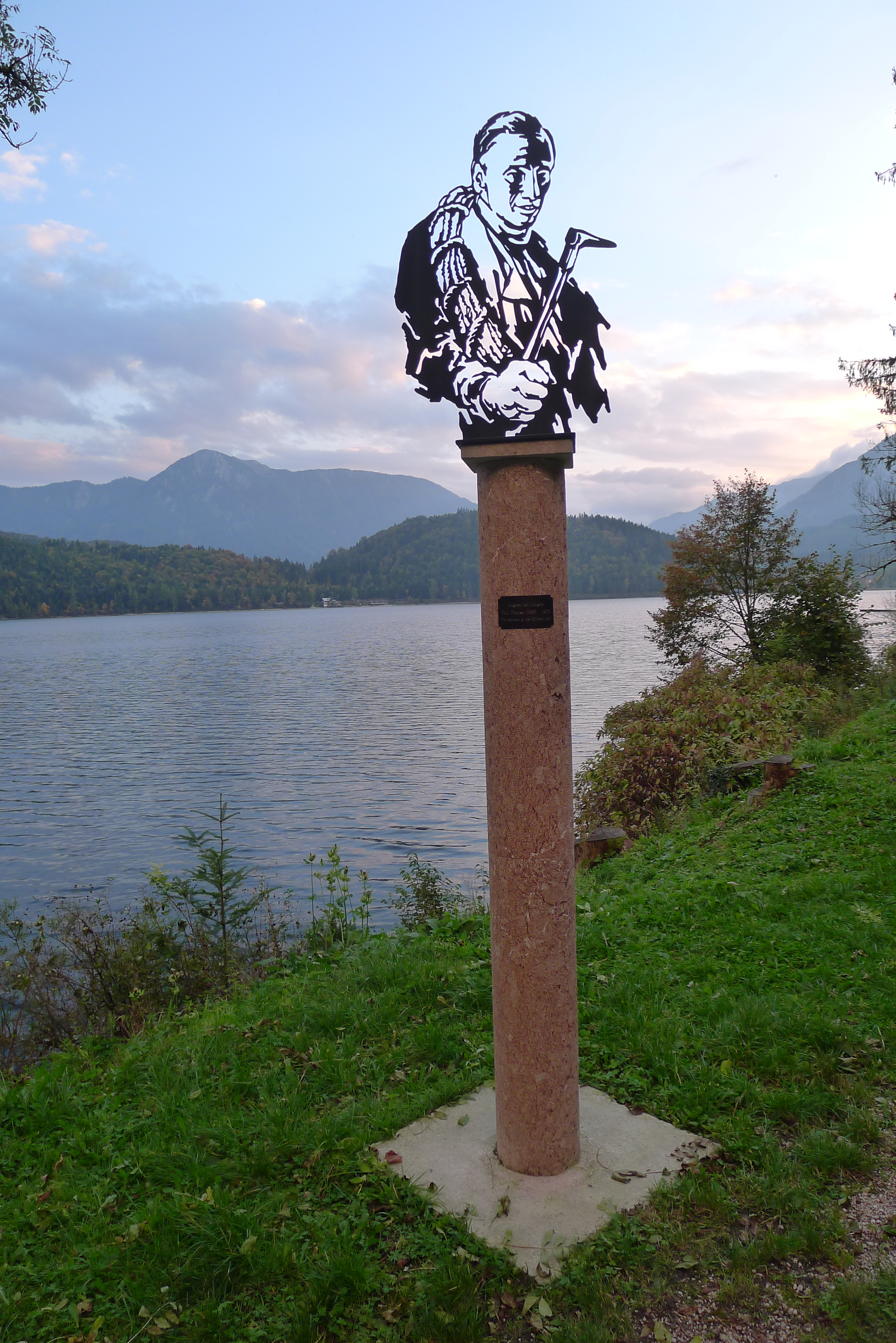
Памятник Паулю Пройсу в Альтаусзе

В начале 1910-х Пройc стал самым востребованным лектором по альпинизму в немецкоговорящем мире, прочитав более пятидесяти лекций. Он был невероятно остроумным и увлечённым преподавателем.
В 1912 году Пройс вместе с Оскаром Эккенштейном осваивал искусство прохождения ледовых маршрутов в западных Альпах. В том же году он стал свидетелем гибели британского альпиниста Оуэна Джонса, его невесты и горного гида Юлиуса Траффера во время восхождения на Aiguille Noire de Peuterey. Это произошло из-за вырвавшегося скального крюка при срыве гида, который сорвал вслед за собой молодожёнов. Этот случай лишь добавил Пройсу уверенности в выбранном им способе достижения цели. Он считал, что на одиночном восхождении под угрозой лишь собственная жизнь альпиниста, а не чья-то ещё. Во время одиночного восхождения он и погиб. 3 октября 1913 года при прохождении нового маршрута по северному гребню на вершину Мандлькогель массива Гозаукамм Пауль Пройс разбился в результате падения с высоты более 400 метров после срыва. Как выяснилось спустя десять лет, он сорвался, предположительно, из-за потери равновесия на сравнительно безопасном участке гребня при попытке поймать выскользнувший из руки перочинный нож. Его тело было обнаружено спустя полторы недели и захоронено у подножия горы.
В начале 1920-х годов антисемитизм, охвативший многие страны Европы, не обошёл стороной и немецкий и австрийский альпийские клубы, и Пауль Пройс — еврей по национальности — как и его выдающиеся достижения оказались на долгие годы преданы забвению. Особенно преуспел в этом Эдуард Пихль — в 1920-х годах председатель Австрийского альпийского клуба. Даже в 1995 году в выпущенном юбилейном сборнике баварского альпклуба «100 Jahre Sektion Bayerland» имя Пройса упоминалось лишь вскользь.
Имя Пауля Пройса носит вершина Торре-Пройс (также известная как Чима-Пикколиссима (итал. Cima Piccolissima)) в массиве Тре-Чиме-ди-Лаваредо, камин Пройса на Юго-Восточной стене Громаншпитце, хижина в Альпах и улица в Мюнхене.
| «Никакой другой альпинист не значил для нас больше, чем Пауль Пройс.»— Райнхольд Месснер |

| «Всегда надейтесь на то, что ожидаете, но не ожидайте того, на что надеетесь. Верьте только в то, в чём убеждаетесь, но расставайтесь с убеждениями, как только вы в них поверили.» Оригинальный текст (итал.)Sperate sempre in ciò che aspettate, ma non aspettate mai ciò in cui sperate. Credete solo in ciò che vi convince, ma lasciatevi convincere solo da ciò in cui credete. — Пауль Пройс |

## Краткий список новых маршрутов и наиболее заметных восхождений

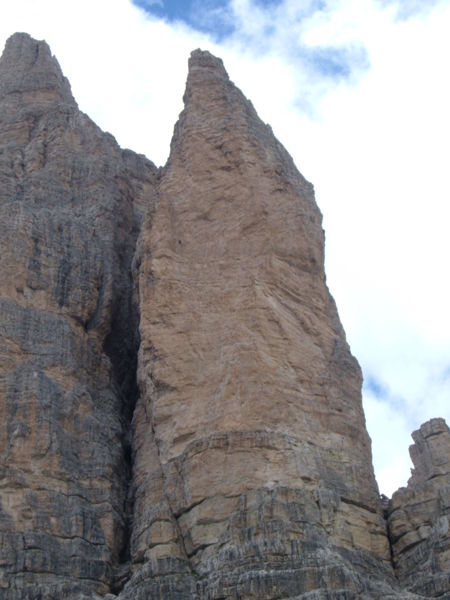
Торре-Пройс

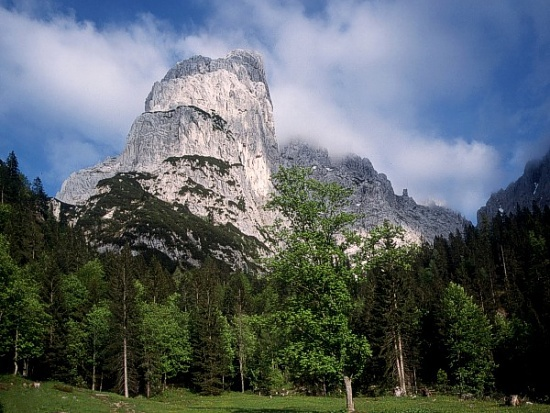
Тотенкирхль

Все перечисленные маршруты Пауля Пройса имеют сложность 5.7-5.8 по шкале UIAA.
- Грос-Зехорн[англ.] — одиночное прохождение
- Грос-Литцнер[нем.] — Северная стена (новый маршрут)
- Кроццон-ди-Брента[англ.] — Северо-восточная стена (новый маршрут)
- Кроц-делль-Альтиссимо[итал.] — Южная стена (второе прохождение)
- Громаншпитце[англ.] — Юго-Восточная стена (второе прохождение)
- Innerkoflerturm[англ.] — Южная стена (второе прохождение)
- массив Лангкофель[англ.] — траверс четырёх вершин массива за один день, одиночное прохождение
- Торре-Делаго[нем.] — Южная башня (новый маршрут)
- Hauptgipfel — Главная вершина
- Триссельванд[нем.] — новый маршрут
- Гросер-Эдштайн[нем.] — Северный гребень (второе прохождение)
- Хохваннер — Северный гребень (новый маршрут)
- L’Innominata — Юго-восточный гребень (новый маршрут)
- Aiguille Savoie — Юго-восточный гребень (новый маршрут)
- Pointe des Papillons, Hauptgipfel — новый маршрут, одиночное прохождение
- Aiguille Rouge de Triolet — Южный гребень (новый маршрут)
- Strichkogel — Восточная стена (новый маршрут)
- Däumling — новый маршрут
- Gosauer Mandl — новый маршрут